# 윤동균
윤동균(尹東均, 1949년 7월 2일 ~ )은 전 KBO 리그 OB 베어스의 외야수이자, 전 OB 베어스의 야구 감독이다.

## 출신 학교
- 대전문창초등학교
- 충남중학교
- 동대문상업고등학교

## 프로 입단 전
강원도 삼척에서 태어나 대전으로 이주하여 대전문창초등학교와 충남중학교를 졸업하고 동대문상업고등학교에 진학한다. 배명고등학교를 상대로 노히트노런을 기록할 정도의 실력을 가진 투수 유망주였지만, 연습경기 도중 팀 동료의 머리를 맞추는 사건 때문에 이후 투수로서의 자신감을 상실하여 야수로 전향했다고 전해진다. 이후 고등학교를 졸업하고 중소기업은행, 포항제철에서 실업 야구 선수를 했다.

## 프로 야구 선수 시절
1982년 KBO 리그가 출범하자 나이 34살에 OB 베어스의 창단 멤버로 입단, 1번과 3번 타자를 오가며 활약하여 OB 베어스의 원년 우승에 기여를 했다. 1989년 8월 17일 잠실 롯데전을 끝으로 현역에서 은퇴했다. 통산 594경기 출장에 0.285의 타율과 277타점을 기록했다.

## 코치 및 감독 시절
이후 OB 베어스의 코치를 맡다가, 1991년 이재우 감독이 성적 부진으로 사임하자 감독 대행을 맡고, 이듬해 프로 선수 출신 최초로 감독에 올랐다. 1992년에는 시즌을 5위로 마감했지만, 1993년에는 시즌 3위까지 올라 준 플레이오프에 오르는 선전을 했다. 1994년에는 전년도의 호성적에도 불구하고 7위에 머무르고 있었다. 그리고 그 해 9월 4일, 시즌 막바지 군산 쌍방울전에서 패한 후, 성적 부진의 부담감에 시달리던 그는 선수들을 심하게 다그쳤고, 이에 반발한 선수들이 모두 반기를 들고 숙소를 떠났던 선수단 집단 이탈 사건이 일어나 자진 사임하고 김인식에게 감독직을 넘겼는데 백인천 감독이 후임 물망에 거론됐지만 좌절됐다.
그 후 야구계에서 완전히 떠나 음식점 경영 등 개인 사업을 하다 2001년부터 한화 이글스의 코치를 맡아 야구계에 복귀하였는데 이에 앞서 1997년 시즌 뒤 이광환 감독이 백인천 감독 후임으로 삼성 라이온즈 감독 물망에 올랐을 당시 2군 감독에 내정됐지만 이광환 감독이 향토(대구) 출신임에도 고교 때부터 서울로 이주해 선수단 장악력이 문제가 될 것이라는 부정적인 시각 탓인지 좌절되어 현장 복귀가 무산됐다. 하지만 2002년 말에 이광환 감독이 경질되면서 코치직에서 물러났는데 한때 이광환 감독 후임 물망에 거론됐으나 갑작스럽게 팀을 떠나는 바람에 좌절됐으며 당시 이광환 감독의 후임으로는 미국 유학을 마치고 돌아온 유승안 전 2군감독이 후임으로 발탁됐는데 유승안 감독은 본인(윤동균)의 뒤를 이어 OB 감독 후임 물망에 한때 거론된 백인천 감독이 그랬던 것처럼  경동고 - MBC 출신, 포수, 엽기적이면서 이상한 성격, 늙은 선수들을 좋아하지 않는 점, 서북식 발성과 발음 등의 공통점을 가졌다.

비록 성적에 너무 부담을 못 이겨 경력에 큰 흠집을 남겼으나, 김민호, 안경현, 임형석, 장원진 등 훗날 OB의 황금기를 이끄는 선수들을 발굴해 이듬해 1995년 OB 베어스의 창단 2번째 우승의 초석을 다졌다는 호평을 듣기도 하지만 전년도인 1994년 선수단 집단 이탈 사건 당시 주동자였던 안경현 임형석은 그 당시 항명 사건의 나머지 주동자들(박철순 김형석 장호연 김상호 강영수 김상진 권명철 이광우 강길룡 김익재 박현영 김종성 김종석 추성건 이종민)이 그랬던 것처럼 프런트들에 의해 다른 팀으로 강제 이적했거나 은퇴식 없이 옷을 벗는 등  선수생활의 결말이 좋지 않았다.
현재는 KBO에서 경기운영위원으로 활동하고 있다.

## 등번호
- 10 - OB 베어스
- 70 - OB 베어스

## 통산 기록
| 연도 | 소속  | 타율  | 경기 | 타수 | 안타 | 2루타 | 3루타 | 홈런 | 타점 | 득점 | 도루 | 4사구 | 삼진 | 병살타 | 희생타 | 장타율 |
| ---- | ----- | ----- | ---- | ---- | ---- | ----- | ----- | ---- | ---- | ---- | ---- | ----- | ---- | ------ | ------ | ------ |
| 1982 | OB    | 0.342 | 77   | 284  | 97   | 20    | 5     | 8    | 47   | 54   | 9    | 46    | 27   | 3      | 4      | 0.532  |
| 1983 | OB    | 0.275 | 97   | 353  | 97   | 19    | 1     | 10   | 54   | 49   | 7    | 55    | 33   | 5      | 3      | 0.419  |
| 1984 | OB    | 0.287 | 99   | 349  | 100  | 14    | 4     | 10   | 40   | 54   | 14   | 61    | 27   | 5      | 4      | 0.436  |
| 1985 | OB    | 0.290 | 85   | 286  | 83   | 12    | 6     | 8    | 41   | 40   | 6    | 45    | 32   | 5      | 4      | 0.458  |
| 1986 | OB    | 0.267 | 102  | 345  | 92   | 14    | 4     | 2    | 37   | 32   | 5    | 46    | 36   | 6      | 1      | 0.348  |
| 1987 | OB    | 0.276 | 93   | 294  | 81   | 17    | 1     | 0    | 48   | 32   | 0    | 36    | 33   | 10     | 4      | 0.340  |
| 1988 | OB    | 0.205 | 35   | 44   | 9    | 1     | 0     | 0    | 8    | 2    | 0    | 5     | 4    | 4      | 1      | 0.227  |
| 1989 | OB    | 0.125 | 6    | 8    | 1    | 1     | 0     | 0    | 2    | 0    | 0    | 0     | 2    | 1      | 0      | 0.250  |
| 통산 | 8시즌 | 0.285 | 594  | 1963 | 560  | 98    | 21    | 38   | 277  | 263  | 41   | 294   | 194  | 39     | 21     | 0.415  |